# Habroneuron
Habroneuron es un género monotípico de plantas con flores perteneciente a la familia de las rubiáceas. Incluye una sola especie: Habroneuron radicans (Wernham) S.P.Darwin (1980). Es nativa del sudeste de México.

## Taxonomía
Habroneuron radicans fue descrita por (Wernham) S.P.Darwin y publicado en Brittonia 32(3): 343, en el año 1980.
Sinonimia
- Habroneuron mexicanum Standl.
- Lindenia radicans Wernham basónimo[3]